# Teoría de los Números Tipográfica
Teoría de los Números Tipográfica (TNT) es un sistema axiomático formal que describe los números naturales que aparece en el libro de Douglas Hofstadter Gödel, Escher, Bach. Es una implementación de la aritmética de Peano que Hofstadter utiliza para ayudar a explicar los teoremas de incompletitud de Gödel.
Como cualquier sistema que aplique los axiomas de Peano, TNT es capaz de referirse a sí mismo (es autorreferencial).

## Números
TNT no utiliza un símbolo distinto para cada número natural, sino una forma sencilla y uniforme de dar un símbolo compuesto a cada número natural:
| cero   | 0      |
| uno    | S0     |
| dos    | SS0    |
| tres   | SSS0   |
| cuatro | SSSS0  |
| cinco  | SSSSS0 |
El símbolo S puede interpretarse como "el sucesor de" o "el número posterior". Sin embargo, dado que se trata de una teoría de números, tales interpretaciones son útiles, pero no estrictas. No se puede decir que porque cuatro es sucesor de tres, cuatro es SSSS0, sino que como tres es sucesor de dos, que es sucesor de uno, que es sucesor de cero, que ha sido descrito como 0, cuatro Se puede "probar" que es SSSS0. TNT está diseñado de tal manera que todo debe probarse antes de que se pueda decir que es cierto.

## Variables
Para referirse a los términos no especificados, TNT utiliza cinco variables. Son
a, b, c, d, e.
Se pueden construir más variables añadiendo el símbolo primo después de ellas; por ejemplo
a′, b′, c′, a″, a‴ son todas variables.
En la versión más rígida del TNT, conocida como TNT "austero", solo se utilizan
a ′, a ″, a‴, etc.

## Operadores

### Adición y multiplicación de números
En Teoría de los Números Tipográfica, se utilizan los símbolos habituales de "+" para adición, y "·" para multiplicaciones. Así, escribir "b más c" es escribir
(b + c)
y "a por d" se escribe como
(a·d)
Los paréntesis son obligatorios. Cualquier laxitud violaría el sistema de formación de TNT (aunque se demuestra trivialmente que este formalismo es innecesario para las operaciones que son a la vez conmutativas y asociativas). Además, sólo se puede operar con dos términos a la vez. Por lo tanto, escribir «a más b más c» es escribir o bien
((a + b) + c)
o
(a + (b + c))

### Equivalencia
El operador "Igual" se utiliza para indicar equivalencia. Se define mediante el símbolo "=" y tiene aproximadamente el mismo significado que en matemáticas. Por ejemplo,
(SSS0 + SSS0) = SSSSSS0
es un enunciado de teorema en TNT, con la interpretación "3 más 3 es igual a 6".

### Negación
En Teoría de los Números Tipográfica, la negación, es decir, la conversión de un enunciado en su opuesto, se denota mediante el operador "~" o negación. Por ejemplo,
~( SSS0 + SSS0 ) = SSSSSSS0
es un teorema en TNT, interpretado como "3 más 3 no es igual a 7".
Por negación, esto significa negación en lógica booleana (negación lógica), en lugar de ser simplemente lo contrario. Por ejemplo, si yo dijera "me estoy comiendo un pomelo", la negación sería "no me estoy comiendo un pomelo", en lugar de "me estoy comiendo otra cosa que no sea un pomelo". Del mismo modo, "La televisión está encendida" se niega a "La televisión no está encendida", en lugar de "La televisión está apagada", porque, por ejemplo, podría estar rota. Es una diferencia sutil, pero importante.

## Compuestos
Si x e y son fórmulas bien formadas, y siempre que ninguna variable libre en una esté cuantificada en la otra, entonces las siguientes son todas fórmulas bien formadas
<x∧y>, <x∨y>, <x⊃y>
Ejemplos:
- < 0 = 0 ∧~ 0 = 0 >
- <b=b∨~∃c:c=b>
- <S0=0⊃∀c:~∃b:(b+b)=c>

El estado de cuantificación de una variable no cambia aquí.

## Cuantificadores
Se utilizan dos cuantificadores: ∀ y ∃ .
Tenga en cuenta que, a diferencia de la mayoría de los otros sistemas lógicos donde los cuantificadores sobre conjuntos requieren una mención de la existencia del elemento en el conjunto, esto no es necesario en TNT porque todos los números y términos son números estrictamente naturales o declaraciones booleanas lógicas. Por lo tanto, es equivalente a decir ∀a:(a∈N):∀b:(b∈N):(a+b)=(b+a) y ∀a:∀b:(a+b)=(b+a)
- ∃ significa "Existe".
- ∀ significa "Para todos" o "Para todos".
- El símbolo : se utiliza para separar un cuantificador de otros cuantificadores o del resto de la fórmula. Se lee comúnmente "tal que".

Por ejemplo:
∀a:∀b:(a+b)=(b+a)
("Para cada número a y cada número b, a más b es igual a b más a", o más en sentido figurado, "La adición es conmutativa").
~∃c:Sc=0
("No existe un número c tal que c más uno sea igual a cero", o más en sentido figurado, "El cero no es el sucesor de ningún número (natural)").

## Átomos y enunciados proposicionales.
Todos los símbolos del cálculo proposicional, aparte de los símbolos atómicos, se utilizan en la teoría tipográfica de números y conservan sus interpretaciones.
Los átomos se definen aquí como cadenas que equivalen a declaraciones de igualdad, como
2 más 3 es igual a cinco:
(SS0 + SSS0) = SSSSS0
2 más 2 es igual a 4:
(SS0 + SS0) = SSSS0